# Stefano Erardi

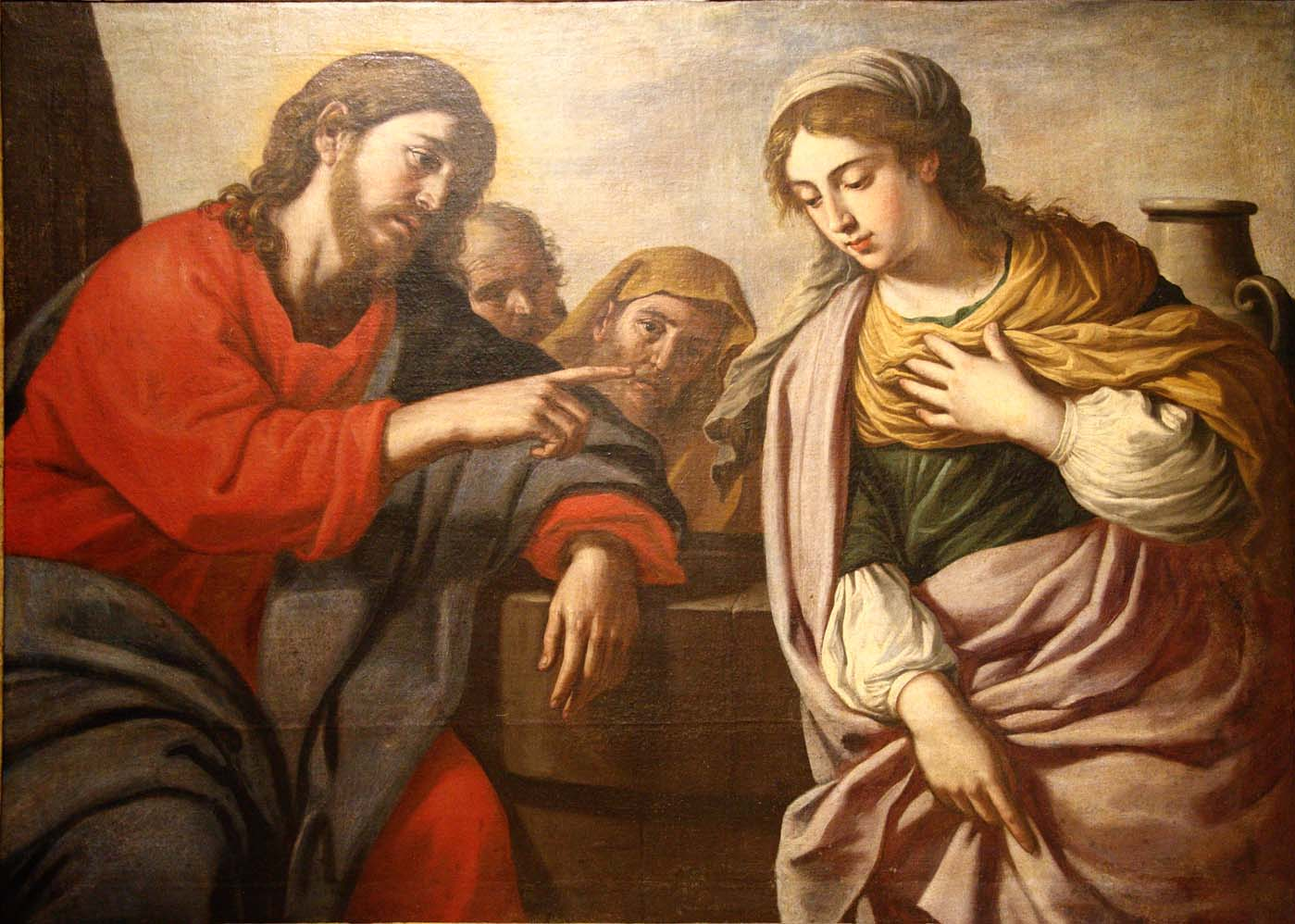
Incontro di Cristo e la donna Samaritana al pozzo

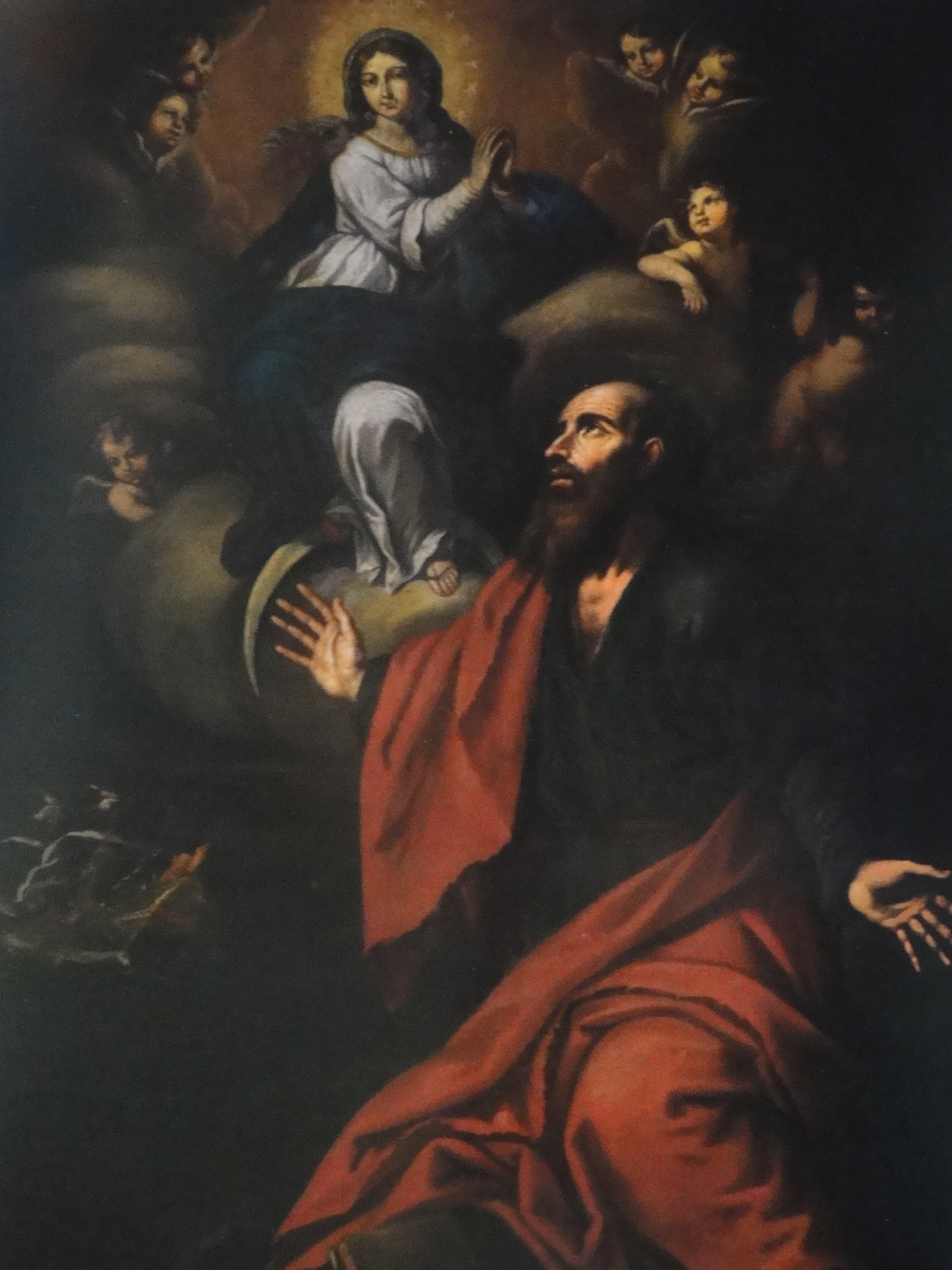
Immacolata Concezione ritratta con San Paolo Apostolo

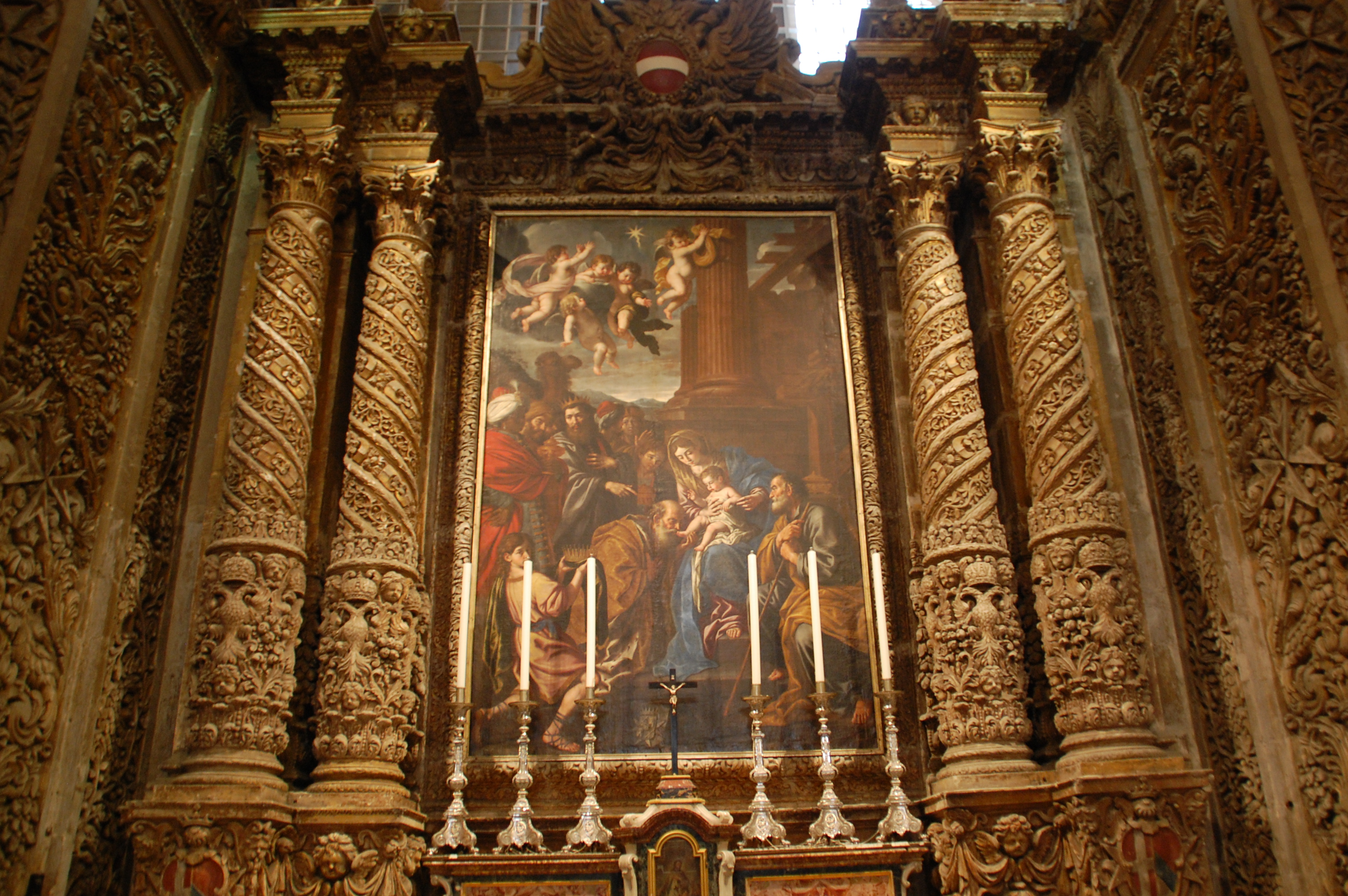
Adorazione dei Magi, concattedrale di San Giovanni

Stefano Erardi (La Valletta, 1630 – 1716) è stato un pittore maltese del periodo tardo manierista-primo barocco.

## Biografia
Nato da Sebastiano Erardi e Paulica Xerri, sposò Caterina Buttigieg. Il figlio Alessio Erardi seguì le orme paterne. Anche il fratello più piccolo, Pietro Erardi, fu un artista minore nel campo della pittura.
Le sue opere possono essere considerate esempi del tardo manierismo o del primo barocco, familiarità acquisita con lo studio dei dipinti custoditi nelle chiese e nelle collezioni a Malta. Subì il fascino e l'influenza dalle opere d'elevato spessore come Caravaggio, Domenichino e Guido Reni. 
Favorito dal governo e dalle autorità ecclesiastiche, i suoi dipinti sono sparsi in molte chiese, edifici e collezioni di Malta e Gozo. Aveva anche collegamenti con la Sicilia, Napoli e Roma che erano garantiti dall'Ordine di San Giovanni e dalla chiesa.
Tra i discepoli, oltre il figlio, si ricordano don Carlo Gimach del Zebbug, Sigismondo Dimech.

## Opere
Gozo 
- 1699, San Paolo e l'Immacolata Concezione, dipinto su tela, opera documentata nella basilica di San Giorgio di Rabat.
- XVII secolo, Santa Zita, San Giacomo e Santa Barbara, dipinto su tela, opera custodita nella cattedrale dell'Assunzione della Vergine Maria di Rabat.
- XVII secolo, Beata Vergine con Bambino, dipinto su tela, opera presente nella chiesa della Beata Vergine delle Grazie del convento dell'Ordine dei frati minori cappuccini.[4]

 La Valletta 
Concattedrale di San Giovanni:
- 1667, Adorazione dei Magi, dipinto su tela, opera custodita nella Cappella della Lingua di Germania.[1][5]
- XVII secolo, Strage degli Innocenti e Natività di Cristo, dipinti nelle lunette della Cappella della Lingua di Germania.[1][5]
- XVII secolo, Santi, dieci raffigurazioni di piccole dimensioni, opere documentate nella piccola sacrestia.[6]

- XVII secolo, Quadro titolare, dipinto su tela, opera documentata nell'Oratorio della Carità.[7]

- XVII secolo, San Martino Vescovo, dipinto su tela, opera presente nell'abside della collegiata di San Paolo Naufrago.[8]

- XVII secolo, San Rocco e Lapidazione di Santo Stefano, dipinti su tela, opere presenti nella chiesa di San Rocco.[9]

- XVII secolo, Resurrezione di Cristo, dipinto su tela, opera presente nella chiesa di Nostra Signora della Damascena di rito greco.[10]

Chiesa della Circoncisione di Gesù del Collegio dei Gesuiti:
- XVII, Martirio dei Santi Paolo, Giovanni e Giacomo della Compagnia di Gesù, dipinto su tela, opera custodita in una cappella minore.[11]
- XVII secolo, Assunzione della Vergine, quadro titolare su tela, opera documentata nell'Oratorio degli Onorati sotto il titolo dell'Assunzione della Vergine.[12]

- XVII secolo, Natività di Cristo, dipinto su tela, opera presente nella chiesa delle Anime Purganti.[13]
- XVII secolo, Nostra Signora del Pilar, dipinto su tela, opera presente nella chiesa di Nostra Signora del Pilar.[14]
- XVII secolo, Nostra Signora dei Dolori o Beata Vergine Addolorata, dipinto su tela, opera custodita Cappella della Pietà della chiesa di Santa Maria di Gesù.[15]
- XVII secolo, San Francesco, dipinto su tela, opera presente nella chiesa dell'Invenzione della Santa Croce del convento dell'Ordine dei frati minori cappuccini.[16]
- XVII secolo, Incontro di Cristo con la donna samaritana al pozzo, dipinto su tela, opera custodita nel Museo nazionale di belle arti.

 Mdina 
- XVII secolo, Beata Vergine col Bambino dormiente, dipinto su tela, copia dall'originale di Guido Reni, opera custodita nella cattedrale di San Paolo.[17]
- XVII secolo, Quadro titolare, dipinto su tela, opera documentata nella chiesa della Beata Vergine Annunziata dell'Ordine carmelitano.[18]
- XVII secolo, San Paolo Apostolo, quadro titolare su tela, opera documentata nella collegiata parrocchiale del Naufragio di San Paolo Apostolo.[19]

 Mosta 
Basilica dell'Assunzione di Nostra Signora:
- 1677, San Sebastiano, Santa Rosalia e San Rocco, opera documentata.[20]
- XVII secolo, Beata Vergine della Consolazione, opera presente in sacrestia.[21]

 Naxxar 
- XVII secolo, Fuga della Sacra Famiglia in Egitto e Adorazione di Magi, dipinti su tela ispirati a simili soggetti di Giulio Romano, opere presenti nel cappellone del duomo di Nostra Signora.[22]

 Rabat 
Basilica di San Giorgio:
- 1683, San Paolo naufrago morso da una vipera, dipinto su tela.[1][23]
- XVII secolo, Ratto di San Paolo al terzo cielo, dipinto documentato.[1]

 Senglea 
- XVII secolo, Santa Caterina, dipinto su tela, opera presente nell'Oratorio del Santissimo Sacramento della insigne collegiata della Natività di Maria Vergine.[24]
- XVII secolo, Quadro titolare, dipinto su tela, opera presente nella chiesa della Confederazione dell'oratorio di San Filippo Neri.[25]

 Tal Ballut 
- XVII secolo, Quadro titolare, dipinto su tela, opera documentata nella chiesa della Beata Vergine degli Abbandonati.[26]

 Vittoriosa 
Collegiata di San Lorenzo:
- XVII secolo, Fuga della Sacra Famiglia in Egitto, dipinto ispirato a simile soggetto del Domenichino.[27]
- Cristo Salvatore, dipinto su tela, opera presente nella Cappella di San Francesco, copia dall'originale di Guido Reni.[28]
- Morte di Cristo, dipinto su tela, opera presente nella Cappella di San Francesco.[28]

 Zabbar 
- XVII secolo, Beata Vergine con Bambino, dipinto su tela, opera documentata nella chiesa della Beata Vergine delle Grazie.[29]

## Elenco opere sparse
Altri dipinti sono documentati nel Museo Wignacourt, nel Museo Nazionale delle Belle Arti e nel Palazzo dell'Inquisitore. Da fonti locali nelle chiese parrocchiali di: 
- Birkirkara;
- Cospicua;
- Kirkop;
- Mellieħa: Santuario di Nostra Signora;
- Msida;
- Qormi;
- Qrendi;
- Safi;
- Sannat;
- Victoria;
- Żurrieq;

e in numerose altre chiese e cappelle.

## Alessio Erardi
- XVII secolo, Ciclo, dipinti, opere presenti nell'Oratorio degli Onorati sotto il titolo dell'Assunzione della Vergine della chiesa della Circoncisione di Gesù del Collegio dei Gesuiti di La Valletta.[12]
- XVII secolo, Ciclo, affreschi della volta, opere presenti nella chiesa di Sant'Orsola dell'Ordine Gerosolimitano di La Valletta.[30]
- XVII secolo, Beata Vergine Maria ritratta con San Giovanni Battista e le Anime Purganti, dipinto su tela, opera documentata nella collegiata dell'Immacolata Concezione di Cospicua.[31]